# 황훈희
황훈희(1987년 4월 6일 ~ )는 대한민국의 전직 축구 선수이다. 현역 시절 포지션은 공격수였다.